# ۱۸۱۸ (میلادی)
۱۸۱۸ (میلادی) هزار و هشتصد  و هجدهمین سال تقویم میلادی است.

## رویدادها
- ۵ فوریه - تاجگذاری کارل چهاردهم شاه سوئد.

## زادگان
- ۱۴ فوریه - فردریک داگلاس، از رهبران ضد برده‌داری
- ۲۹ آوریل - الکساندر دوم، امپراتور روسیه
- ۵ مه - کارل مارکس، فیلسوف آلمانی
- ۱۷ ژوئن - شارل گونو، آهنگساز فرانسوی
- ۳۰ ژوئیه - امیلی برونته نویسنده و شاعر انگلیسی
- ۹ نوامبر - ایوان تورگنیف، نویسندهٔ روس
- ۲۴ دسامبر - جیمز ژول، فیزیکدان انگلیسی
- ۸ آوریل – کریستیان نهم دانمارک، سیاست‌مدار دانمارکی (د. ۱۹۰۶)
- ۱۷ آوریل – الکساندر دوم (روسیه)، سیاست‌مدار روس (د. ۱۸۸۱)
- ۲۷ سپتامبر – هرمان کولبه، شیمی‌دان آلمانی (د. ۱۸۸۴)
- ۸ اکتبر – جان اچ. ریگان، سیاست‌مدار و وکیل آمریکایی (د. ۱۹۰۵)
- ۱۳ دسامبر – مری تاد لینکلن، سیاست‌مدار آمریکایی (د. ۱۸۸۲)